# Scopula congruata
Scopula congruata là một loài bướm đêm trong họ Geometridae.